# Passion Pit
Passion Pit és un grup nord-americà d'indie pop originari de Cambridge, Massachusetts. Format el 2007, el grup està format per Michael Angelakos (veu i teclats), Ian Hultquist (teclats i guitarra), Xander Singh sintetitzador i samplers, Jeff Apruzzese al baix i Nate Donmoyer a la bateria. Tots els membres de la banda, excepte Angelakos, van assistir al Berklee College of Music.

## Discografia

### Àlbums d'estudi
| Any  | Dades de l'àlbum                                                                                              | Posicionament en llistes | Posicionament en llistes | Posicionament en llistes | Posicionament en llistes | Posicionament en llistes |
| Any  | Dades de l'àlbum                                                                                              | US                       | AUS                      | BEL                      | Fra                      | UK                       |
| ---- | --- | ------------------------ | ------------------------ | ------------------------ | ------------------------ | ------------------------ |
| 2009 | Manners - Llançament: 19 de maig de 2009 - Discogràfica: Frenchkiss Records - Format: CD, LP, baixada digital | 51                       | 19                       | 98                       | 123                      | 55                       |
| 2012 | Gossamer - Llançament: 20 de juliol de 2012 - Discogràfica: Columbia - Format: CD, LP, Baixada digital        | 4                        | 12                       | —                        | —                        | 56                       |